# 1-Vinylhexahydro-2H-azepin-2-on
1-Vinylhexahydro-2H-azepin-2-on ist eine chemische Verbindung aus der Gruppe der Stickstoff-Heterocyclen mit Ketogruppe.

## Gewinnung und Darstellung
1-Vinylhexahydro-2H-azepin-2-on kann durch Reaktion von Acetylen mit Caprolactam mit Kaliumhydroxid als Katalysator und 18-Kronen-6-Ether als Cokatalysator gewonnen werden.

## Eigenschaften
1-Vinylhexahydro-2H-azepin-2-on ist ein brennbarer, schwer entzündbarer, gelblicher Feststoff mit schwachem Geruch, der löslich in Wasser ist. Seine wässrige Lösung reagiert alkalisch.

## Verwendung
1-Vinylhexahydro-2H-azepin-2-on wird als reaktives Verdünnungsmittel verwendet und wird in einem breiten Spektrum von UV-härtenden Siebdruckfarben, für Glasfaserschichten und Rapid Prototyping und in UV-Lacken und -Klebstoffen eingesetzt. Es dient auch als Baustein für die Synthese von Papierbeschichtungen.